# フィウマレッラ鉄道事故

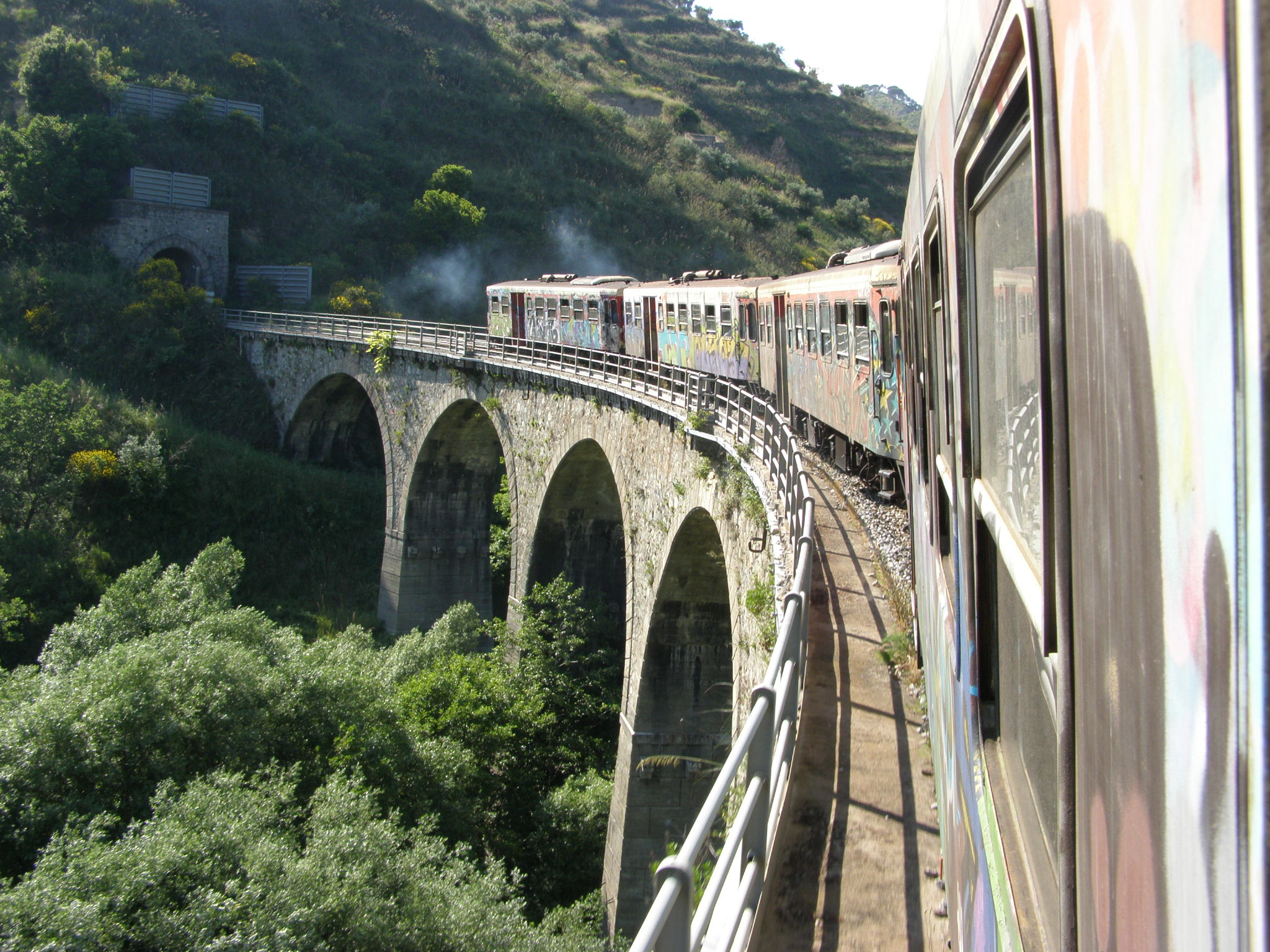
フィウマレッラの高架橋

フィウマレッラ鉄道事故（イタリア語: L’incidente ferroviario della Fiumarella）とは、1961年12月23日にイタリア・カタンザーロ付近を通るコゼンツァ＝カタンザーロ鉄道で発生したイタリアの鉄道史上最悪の事故の1つである。この事故で71人が死亡した。

## 事故の経緯
事故にあった列車はカタンザーロ行きの列車で、動力車のブレーダ製M2.123 (Breda M2.123) と付随車のブレーダ製RA 1006 (Breda RA 1006) で編成されていた。ソヴェリーア・マンネッリの駅を6時43分（現地時間）に出発してから約1時間後にフィウマレッラにかかるカーブした高架橋を通過中に事故が発生した。トラムタイプの連結器の破損により付随車が脱線し、約40m下方の川に転落した。付随車には99人（大半は学生）が乗っていたが、そのうち71人が死亡し28名が重軽傷を負った。
この事故は激しい議会議論を引き起こした。その議論によりイタリア政府（Law 1855 of 23 December 1963 による）はメデイテレーニアン・カーラブロ・ルカニ (Mediterranea Calabro Lucane) に対して、同社の路線を運行する認可を取り消し、カーラブロ・ルカニ鉄道 (Ferrovie Calabro Lucane) の政府管理委員会により設立されて同社により運行が再開された。その間、鉄道輸送は数年間途絶え、その間ソヴェリーア・マンネッリ – カタンザーロ間は自動車輸送に置き換えられた。犠牲者の大半の出身地であったデコッラトゥーラでは犠牲者を追悼して記念碑が建立された。